# Mouvement des Gilets jaunes dans le monde
Pour les articles homonymes, voir Gilets jaunes.
Le mouvement des Gilets jaunes est un mouvement de protestation ayant débuté de façon spontanée à l’automne 2018 en France, initialement pour s’opposer à la hausse de la fiscalité sur les carburants.
Alors que le mouvement s'installe dans la durée en France, des manifestations se déroulent dans d'autres pays avec le gilet jaune comme emblème. Le rapport avec le mouvement français est parfois ténu, les revendications étant propres à chaque pays et le port du gilet jaune étant souvent symbolique.

## En Europe
Au sein de l'Union européenne, le prix du gazole a augmenté en moyenne de 12,7 % entre le 1er janvier et le 22 octobre 2018. Plus particulièrement, il a augmenté de 14,4 % en Belgique et de 16 % en Allemagne.

### France

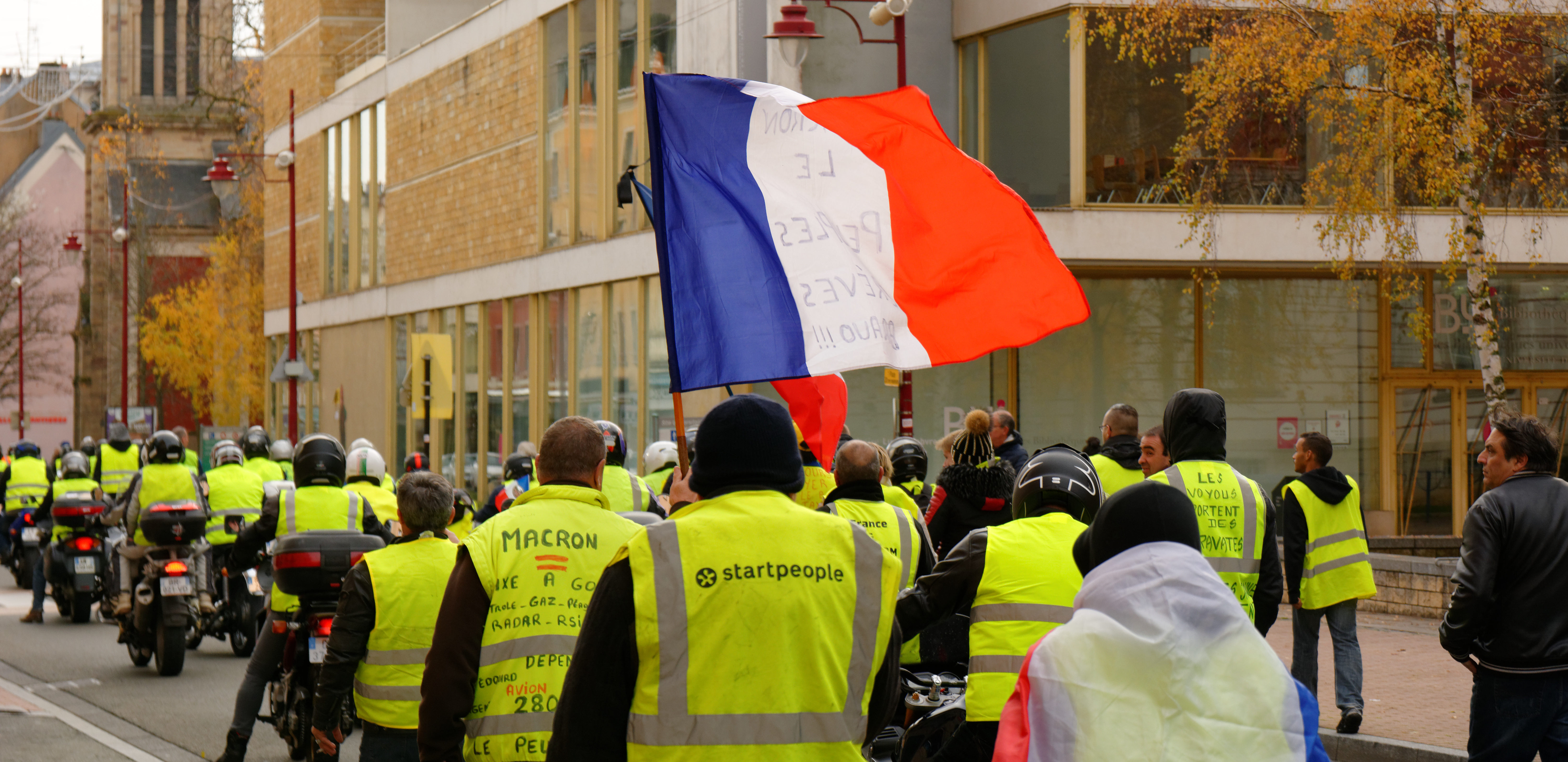
Acte III des Gilets jaunes le 1 décembre 2018 à Belfort.

La France est le premier pays qui voit naître le mouvement. Il apparaît sur les réseaux sociaux, au cours du mois d’octobre 2018, avec des appels de citoyens à manifester contre l’augmentation de la taxe intérieure de consommation sur les produits énergétiques (TICPE), décidée par le gouvernement Philippe,. Progressivement, d’autres revendications sont mises en avant, notamment pour diminuer le coût de la vie ou renforcer la démocratie,.
D’abord quasi-exclusivement limitée aux zones rurales et périurbaines, la contestation s'organise à partir du 17 novembre 2018 autour de manifestations nationales chaque samedi, ainsi que de blocages d’axes routiers et de ronds-points,. Plus ou moins soutenues par l’opinion publique, les protestations conduisent le pouvoir exécutif à revenir sur l’augmentation de la TICPE et à annoncer d’autres mesures,. Les manifestations se poursuivent les mois suivants, avec comme revendication principale l’instauration du référendum d'initiative citoyenne. Le mouvement conduit à 11 morts et à des milliers de blessés, avec des manifestants qui sont mutilés, notamment éborgnés. Les délits commis dans ou en marge des manifestations conduisent à plusieurs milliers d'interpellations,.

### Belgique

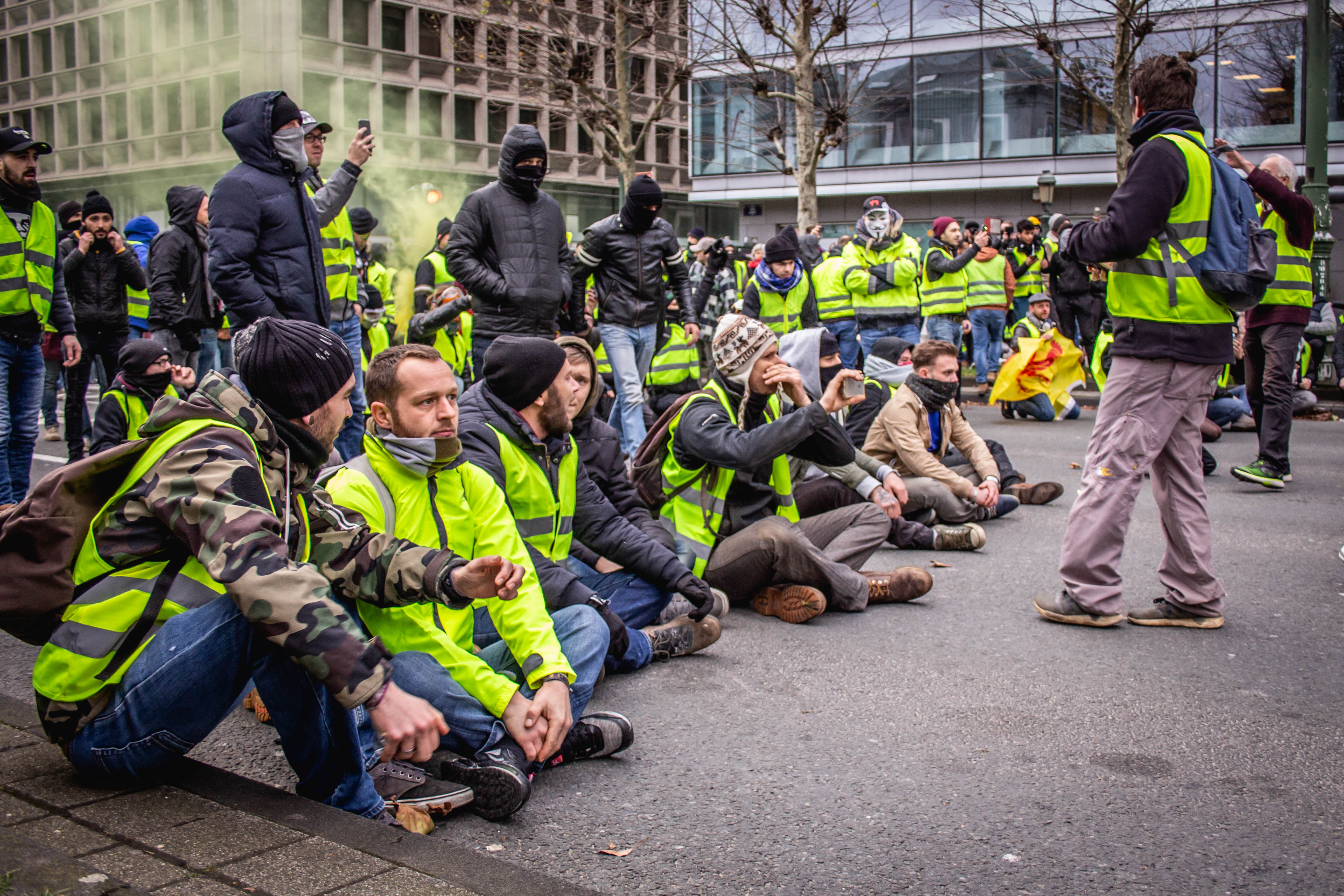
Gilets jaunes à Bruxelles.

Le 16 novembre 2018, à la veille du premier jour de mobilisation des Gilets jaunes français, des automobilistes belges décident de lancer le mouvement dans leur pays en bloquant l'accès à quelques sites de stockage d'essence, principalement en Wallonie, où le pouvoir d’achat est moindre qu’en Flandre,. La mobilisation se poursuit dans les semaines qui suivent et s’étend aux taxes sur l’eau, l’électricité et sur l’achat de biens immobiliers. Le 25 novembre, des blocages ont encore lieu sur les routes de Belgique, notamment sur différents points de la frontière avec le Luxembourg,. Plusieurs incidents et arrestations de casseurs interviennent, notamment à Charleroi les 23 et 24 novembre 2018.
Le mouvement peine finalement à mobiliser. Le pic de participation est de près d'un millier de personnes lors d'une manifestation à Bruxelles le 8 décembre 2018, notamment un rassemblement dans le quartier des institutions européennes. Quelque 450 personnes, soit près de la moitié des manifestants, sont arrêtées administrativement et dix sont inculpés,,. Un blocage a lieu à la frontière belgo-française entre Adinkerque et Ghyvelde sur l'E40.
Comme en France, le référendum d'initiative citoyenne (RIC) s'impose comme une des revendications principales des Gilets jaunes belges. Mais les Belges ayant choisi la démocratie représentative lors du Congrès national, la doctrine juridique reconnaît de fait le référendum comme anticonstitutionnel,.
Un manifestant meurt à Visé le 12 janvier 2019 après avoir été percuté par un camion sur un barrage routier. Un camionneur néerlandais se rend à la police quelques jours après avoir pris la fuite.

### Royaume-Uni
Le 14 décembre 2018, vêtus du même gilet jaune que les manifestants français, quelques dizaines de Britanniques bloquent le pont de Westminster, au centre de la capitale du Royaume-Uni : ces « Yellow vests » pro-Brexit s’opposent notamment à Theresa May. Le 5 janvier 2019, des manifestations ont lieu dans plusieurs grandes villes, notamment à Londres, où une centaine de manifestants bloque à nouveau le pont de Westminster, avant de se rendre devant le siège du Parlement. Une semaine plus tard, le 12 janvier, une manifestation de Gilets jaunes conservateurs pro-Brexit donne lieu à l'arrestation de l'une de leurs figures, James Goddard.
Les gardes de la Tour de Londres se mettent en grève le 21 décembre 2018 — leur dernière grève avait eu lieu 55 ans auparavant — et forment des piquets de grève en étant vêtus de gilets jaunes. Ils se disent inquiets pour leurs retraites et trouvent leurs salaires trop bas. Une manifestation de Gilets jaunes se tient également à Londres le 12 janvier 2019 contre l'austérité et contre Theresa May ; ce rassemblement regroupe des travaillistes, des syndicalistes et des militants antiracistes.

### Autres pays d'Europe

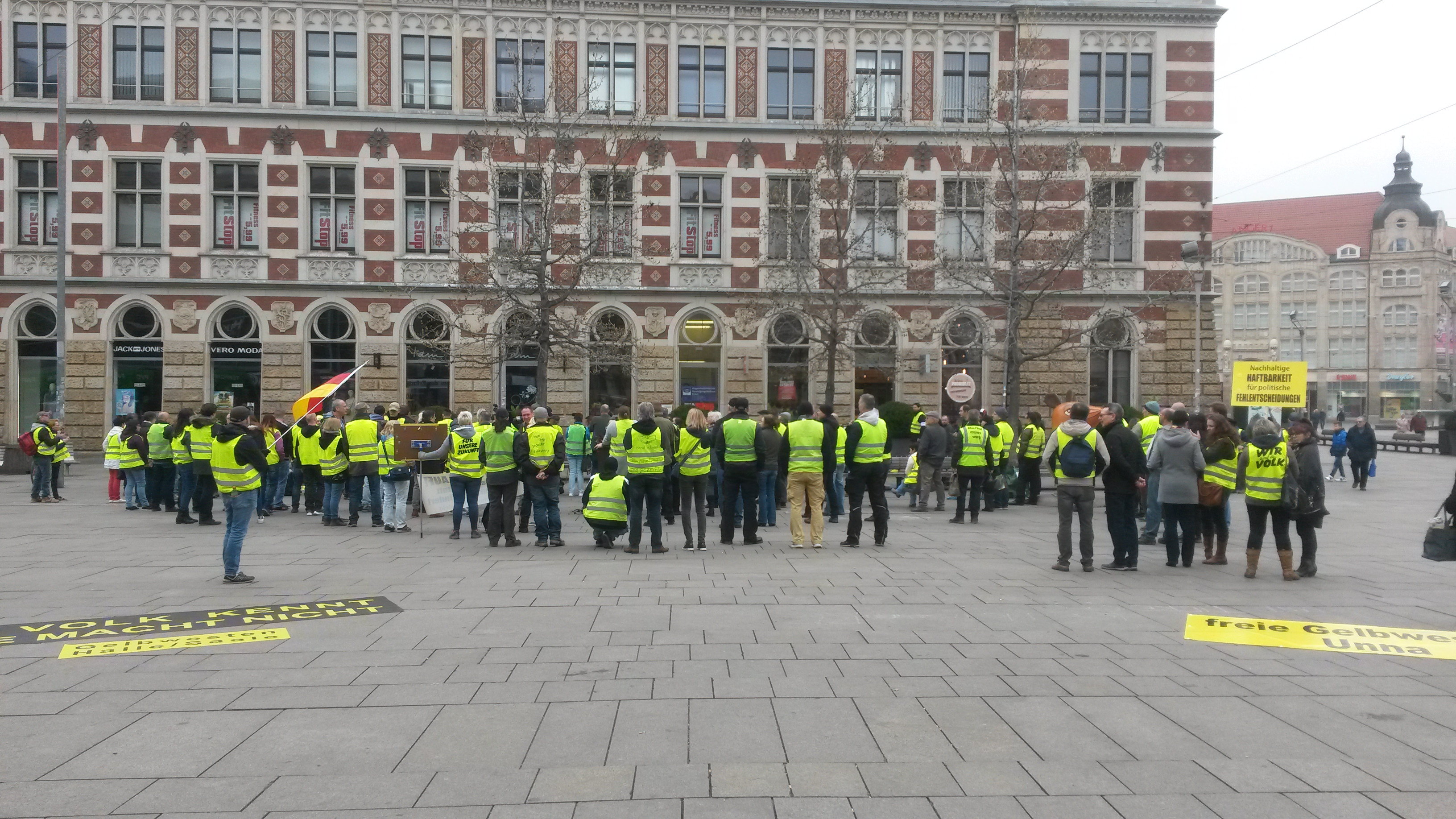
Gilets Jaunes allemands à Erfurt (Allemagne) le 24 mars 2019

- Allemagne : le 25 novembre 2018, environ 160 personnes forment une chaîne sur le pont de l'amitié, à la frontière franco-allemande[34]. Des manifestations de Gilets jaunes (allemand : Gelbwesten) ont également lieu à Nuremberg, Munich, Stuttgart et à Berlin[35]. Le mouvement est axé contre le Pacte mondial sur les migrations[16].
- Bulgarie : un mouvement de protestation anti-vie chère, commencé plus tôt, emprunte le symbole du gilet jaune au mouvement français. Des Bulgares bloquent des routes aux frontières avec la Grèce (à Kulata (bg)) et avec la Turquie (Kapitan Andreevo et Lesovo (bg)). Les manifestants s'opposent à la hausse du carburant et demandent la démission du gouvernement[36],[37].
- Croatie : plusieurs manifestations de quelques dizaines de Gilets jaunes sont recensées sur différents samedi[38],[39].
- Espagne : le 21 décembre 2018, le mouvement des indépendantistes catalans reprend le symbole du gilet jaune pour leur manifestation annuelle. Les Gilets jaunes français Priscillia Ludosky et Thomas Miralles participent au rassemblement[40].

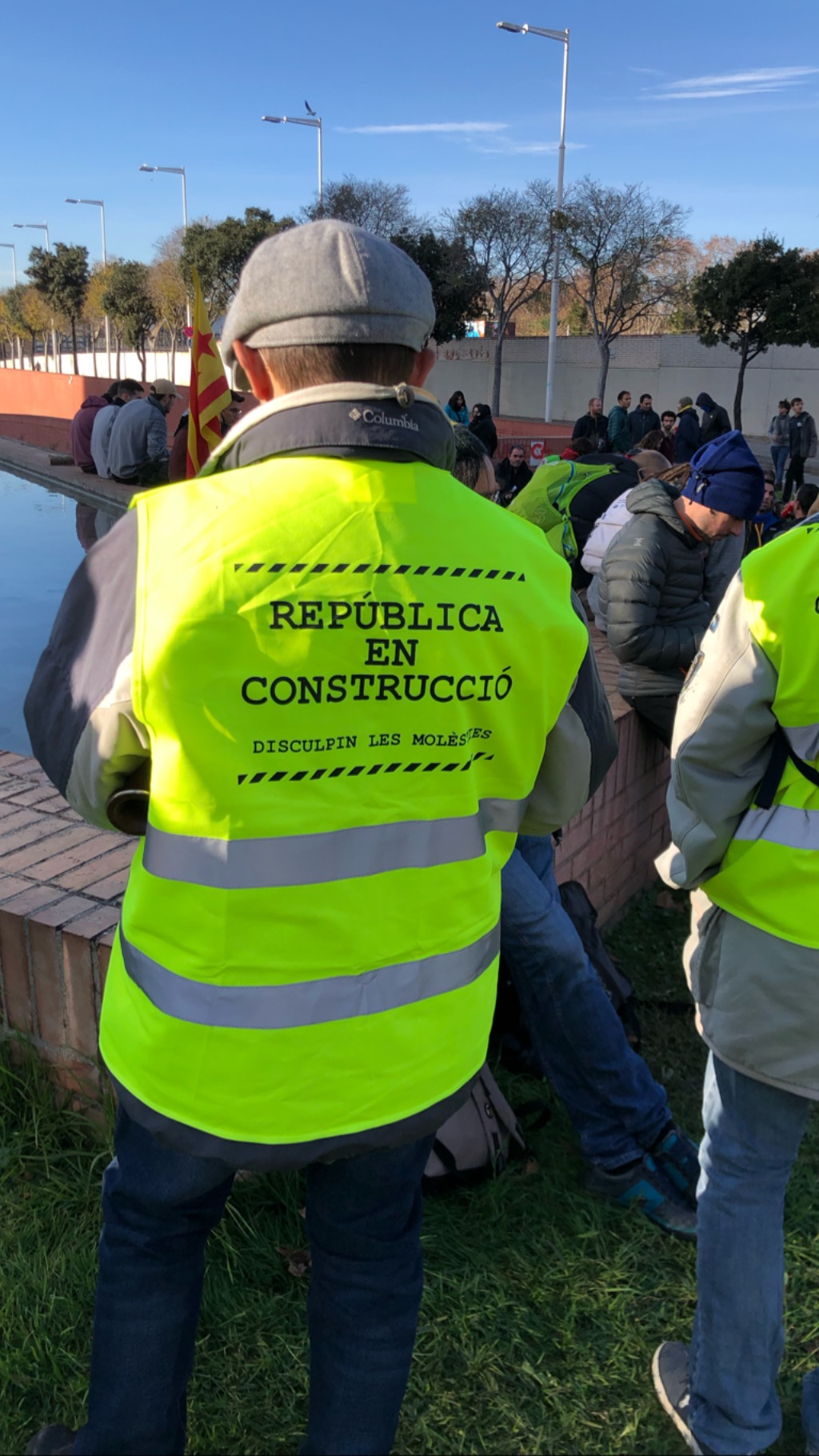
Un manifestant à Barcelone (21 décembre 2018).

- Grèce : une quinzaine de personnes manifestent devant l'ambassade de France en Grèce en soutien aux mouvement français. Le rassemblement est organisé par Panayiótis Lafazánis[38].
- Hongrie : plusieurs Gilets jaunes sont présents lors d'une manifestation contre l'assouplissement de la législation sur les heures supplémentaires[41], le 9 décembre 2018[33].
- Irlande : des centaines de personnes participent à un mouvement « Gilets jaunes », dans le centre de Dublin, contre les échecs apparents du gouvernement. En solidarité avec les manifestations des Gilets jaunes français, un groupe appelé Yellow Vests Ireland descend dans la rue les 15, 22 et 29 décembre 2018, et les 5 et 12 janvier 2019[42],[43],[44],[45].
- Italie : le mouvement touche le pays sur les réseaux sociaux, avec des revendications comme la diminution du prix du carburant et de taxes, et des appels à changer l'Union européenne[46]. Le 15 décembre 2018, des manifestants mobilisés contre un décret-loi restrictif sur l'immigration portent des gilets jaunes[38].
- Monténégro : 2 000 Gilets jaunes se rassemblent à Podgorica le 9 décembre 2018 pour réclamer la libération du député d'opposition Nebojša Medojević (en), emprisonné depuis le 30 novembre[47],[48], et l'abandon du mandat d'arrêt envers Milan Knezevic[49].
- Pays-Bas : l’âge de départ à la retraite, le prix des mutuelles et l’immigration sont au centre des revendications de Gilets jaunes, le prix du carburant étant secondaire[16]. Le 1er décembre 2018, 100 à 200 personnes se réunissent à Maastricht et La Haye[16],[50],[51].
- Pologne : le 12 décembre 2018, des agriculteurs polonais en gilets jaunes bloquent une autoroute près de Varsovie, afin de demander une aide du gouvernement pour les éleveurs de porc ayant subi des pertes à cause de la peste porcine africaine[52].
- Portugal : des manifestations de Gilets jaunes ont eu lieu dans le pays le 21 décembre 2018[53]. La manifestation a compté 150 personnes à Braga, une centaine à Lisbonne, Porto et Faro, 60 à Coimbra et Aveiro[54] et a été analysée comme un échec dans la presse nationale[55].
- Russie : fin décembre 2018, plusieurs Gilets jaunes participent à une manifestation contre l'augmentation des tarifs de stationnement à Moscou, qui réunit au total 3 000 personnes. Une autre manifestation moscovite, contre les constructions arbitraires, réunit plusieurs dizaines de Gilets jaunes[38],[56].
- Serbie : alors que le pays a connu des manifestations dans plusieurs villes contre le prix de l’essence en juin 2018, le député Boško Obradović revêt à l’Assemblée nationale un gilet jaune et appelle à manifester le 8 décembre 2018[16]. Des manifestations ont lieu à Belgrade en décembre 2018[57].
- Suède : le symbole du gilet jaune est repris par les opposants au Pacte mondial sur les migrations lors d'une manifestation, le 8 décembre 2018 à Stockholm[38].
- Suisse : le 5 janvier 2019, une cinquantaine de Gilets jaunes manifestent sur la place Fédérale de Berne[58].

## Dans le reste du monde
- Afrique du Sud : plusieurs Gilets jaunes participent aux manifestations quotidiennes contre la mauvaise qualité des services publics[33],[41].
- Australie : plusieurs actions de militants habillés de gilets jaunes sont répertoriées en 2018[59]. En avril 2019, le parti d'extrême droite Australian Liberty Alliance (en) se rebaptise du nom du mouvement[60].
- Canada : le 8 décembre 2018, des manifestations de Gilets jaunes rassemblant plusieurs centaines de personnes ont lieu à Edmonton et Calgary pour protester contre l'instauration récente d'une taxe carbone ainsi que la signature du Pacte mondial sur les migrations[61],[62]. Le 5 janvier 2019, une manifestation de personnes portant des gilets jaunes contre l'immigration illégale, contre la taxe carbone et pour le réseau d'oléoducs Trans Mountain a lieu au Manitoba[63]. Au Canada, les Gilets jaunes sont considérés comme un groupe d'extrême droite[64],[65],[66],[67],[68],[69]. En janvier 2022, l'un des organisateurs, Patrick King, est un chef de file de la manifestation anti-vaccin Convoi de la liberté[70],[71],[72].
- Centrafrique : le 10 décembre 2018, une cinquantaine de Gilets jaunes tentent de rallier l'aéroport international de Bangui pour faire valoir leur mécontentement concernant la vente de 1 400 armes de mauvaise qualité auprès de Florence Parly, ministre française des Armées en visite à Bangui[73].
- Égypte : craignant une contagion révolutionnaire (à l'approche notamment du huitième anniversaire de la révolution égyptienne du 25 janvier), les autorités égyptiennes restreignent préventivement la vente de gilets jaunes aux particuliers en imposant aux commerçants une demande d’autorisation à la police, après que Mohamad Ramadan, un avocat d'Alexandrie, s'est affiché sur Facebook avec un gilet jaune[74],[75]. Selon un avocat égyptien spécialiste des droits de l'homme, Negad Borai, les autorités égyptiennes auraient aussi prévu de prévenir toute contestation sociale en retardant les hausses de prix prévues en 2019[75].
- États-Unis : le 22 décembre 2018, une douzaine de personnes manifestent devant le Consulat général de France à New York en soutien aux Gilets jaunes français[38].
- Irak : des centaines de personnes manifestent pour de meilleurs services de première nécessité le 4 décembre 2018 à Bassorah[76].
- Israël : un rassemblement de Gilets jaunes a lieu le 14 décembre 2018 au Centre Azrieli de Tel-Aviv, pour protester contre la vie chère[77]. Une nouvelle manifestation a lieu le samedi 22 décembre[78].
- Jordanie : des manifestations de Gilets jaunes ont lieu en décembre 2018 à Aqaba, Taybeh (région de Petra) et dans la banlieue d'Amman, pour dénoncer la situation économique du pays[79].
- Liban : plus d'un millier de manifestants, certains vêtus de gilets jaunes, descendent le 23 décembre 2018 dans les rues de Beyrouth en réponse à des appels sur les réseaux sociaux à protester contre la crise socio-économique[80].
- Maroc : l'Union marocaine des techniciens (UMTEC) appelle les techniciens à porter des gilets jaunes durant les heures de travail à partir du 17 décembre 2018, pour une « semaine de la colère »[81]. Le 10 janvier 2019, des centaines de commerçants manifestent en gilets jaunes contre le nouveau système de facturation concernant leurs transactions[82].
- Pakistan : Environ 2 000 ingénieurs fonctionnaires manifestent le 16 décembre 2018 à Lahore pour réclamer une hausse de leurs salaires en enfilant un gilet jaune[38].
- Taïwan : les partisans de la « Ligue de réforme fiscale et juridique », qui manifestent à partir de décembre 2016 contre certaines taxes, arborent pour la première fois des gilets jaunes lors d'un rassemblement regroupant quelque 10 000 personnes en face du palais présidentiel de Taipei, le 19 décembre 2018[83],[84]. La solidarité avec le mouvement français est revendiquée par une des porte-paroles de la Ligue[85]. Des manifestants habillés en jaune et demandant une réforme fiscale interrompent le 1er janvier 2019 une cérémonie du Nouvel an à laquelle assiste la présidente, Tsai Ing-wen[86].
- Tunisie : le mouvement apparaît à la mi-décembre 2018. Après avoir porté le gilet jaune, les manifestants utilisent la couleur rouge des gilets pour faire référence au drapeau national et en raison de la pénurie de gilets jaunes[87]. Le 13 du mois, un des fondateurs du mouvement tunisien est arrêté par la police et cinquante mille gilets jaunes environ sont saisis par la police[38].
- Turquie : malgré l'interdiction de manifester[88], plusieurs milliers de personnes se réunissent le 16 décembre 2018 à Diyarbakır contre la hausse des prix à l'appel de la Confédération des syndicats des travailleurs du service public de Turquie[38],[89]. Le mouvement de protestation est encouragé via les réseaux sociaux[88].